# Metoděj Prajka
Metoděj Prajka (5. července 1898 Lanžhot – 7. února 1962 Vídeň) byl lidový muzikant, hudební skladatel a kapelník.

## Život
Narodil se v rodině ševce a lidového hudebníka. Od dětství hrál v kapele svého otce na housle a později na křídlovku. Vyučil se ševcem, ale většinu času věnoval hudbě. Hrál i na klarinet a často kapelu dirigoval. Za 1. světové války byl odveden k vojenské hudbě, kde si doplnil základní teoretické vzdělání a po skončení války si jej dál prohloubil na hudební škole v Břeclavi. V roce 1920 se oženil a odešel na Slovensko, kde založil vlastní kapelu. Ta si získala brzy vynikající pověst a měla velký význam pro výchovu mladých slovenských hudebníků. Své první skladby uváděl nejprve jako skladby neznámého autora.
V roce 1923 se vrátil do Lanžhota. S kapelami procestoval řadu okolních zemí a všude sklízel velké úspěchy. Za 2. světové války byl zaměstnán na pile a příležitosti ke hraní bylo málo. Po válce kapelu obnovil a opět se dostavily domácí i zahraniční úspěchy. Jeho díla jsou dodnes často hraná a oblíbená u současných dechových kapel v celé Evropě. Na kapelníkovu památku pořádá každoročně město Lanžhot festival dechových hudeb „Lanžhot Metoděje Prajky“.

## Dílo
Jeho dílo vychází z moravské lidové hudby. Počet skladeb není znám, neboť mnohé jsou stále skryty za označením neznámý autor a sám autor se jejich autorskou ochranou nezabýval. Dokonce nebyl ani členem Ochranného svazu autorského. Odhaduje se, že zkomponoval přibližně 100 polek, 50 valčíků, 35 lendlerů a kolem 20 pochodů. Dohromady cca 250 skladeb.
Nejznámější skladby:
- Lanžhotským krajem
- Lanžhočanka
- Břeclavanka
- Falešná
- Jeníčkův sen
- Oči černé
- Při měsíčku
- V pohádce